# Nati nel 1931/Dicembre
| Questa pagina contiene informazioni ricavate automaticamente dalle voci biografiche con l'ausilio del template Bio e di un bot. L'aggiornamento è periodico e automatico e ricostruisce completamente la pagina. Se manca una persona in questa lista, sei pregato di non aggiungerla, ma accertati piuttosto che la sua voce biografica contenga il template Bio e che i dati anagrafici siano correttamente compilati. Se il template Bio manca, inseriscilo tu stesso o, in alternativa, metti l'avviso {{tmp\|Bio}} che ne segnala la mancanza. Se i dati riportati sono sbagliati, correggi direttamente la voce biografica; le modifiche saranno visibili in questa lista entro pochi giorni. Per chiarimenti vedi il progetto biografie. La lista contiene solo le 178 persone che sono citate nell'enciclopedia e per le quali è stato implementato correttamente il template Bio. Pagina aggiornata al 2 lug 2025. |

- 1º dicembre - Sandro Brugnolini, compositore, giornalista e critico musicale italiano († 2020)
- 1º dicembre - Rajko Kuzmanović, politico bosniaco
- 1º dicembre - Willie Marshall, hockeista su ghiaccio canadese († 2023)
- 1º dicembre - George Maxwell Richards, politico e ingegnere trinidadiano († 2018)
- 2 dicembre - Masaaki Hatsumi, attore e imprenditore giapponese
- 2 dicembre - Harry Johnston, politico statunitense († 2021)
- 2 dicembre - Wynton Kelly, pianista statunitense († 1971)
- 2 dicembre - Edwin Meese, politico e avvocato statunitense
- 3 dicembre - Franz Josef Degenhardt, cantautore e scrittore tedesco († 2011)
- 3 dicembre - Agnès Guillemot, montatrice francese († 2005)
- 3 dicembre - Captain Haggerty, attore statunitense († 2006)
- 3 dicembre - Jolene Unsoeld, politica statunitense († 2021)
- 4 dicembre - Galina Balašova, designer e architetta russa
- 4 dicembre - Ken Bates, imprenditore e dirigente sportivo inglese
- 4 dicembre - George Bromilow, calciatore inglese († 2005)
- 4 dicembre - Alex Delvecchio, hockeista su ghiaccio e allenatore di hockey su ghiaccio canadese († 2025)
- 4 dicembre - José Gómez del Moral, ciclista su strada spagnolo († 2021)
- 4 dicembre - Fred Hucul, hockeista su ghiaccio canadese († 2025)
- 4 dicembre - Corinne Marchand, attrice francese
- 4 dicembre - Julio César Re, cestista paraguaiano († 2005)
- 4 dicembre - Nicolò Simone, canottiere italiano († 2022)
- 5 dicembre - Jean-François Bergier, storico svizzero († 2009)
- 5 dicembre - Robert Fowler, pistard sudafricano († 2001)
- 5 dicembre - Romolo Guerrieri, regista e sceneggiatore italiano
- 5 dicembre - Kyōko Kagawa, attrice giapponese
- 5 dicembre - Ladislav Novák, allenatore di calcio e calciatore cecoslovacco († 2011)
- 5 dicembre - Giuseppe Rubinacci, politico italiano
- 6 dicembre - Mario Agnes, giornalista italiano († 2018)
- 6 dicembre - Fred Brown, calciatore inglese († 2013)
- 6 dicembre - Giuseppe Caroli, politico italiano
- 6 dicembre - Annita Mechelli, scultrice, pittrice e poetessa italiana
- 6 dicembre - Zeki Müren, cantante, compositore e attore turco († 1996)
- 7 dicembre - Allan B. Calhamer, autore di giochi statunitense († 2013)
- 7 dicembre - James Grogan, pattinatore artistico su ghiaccio statunitense († 2000)
- 7 dicembre - Giancarlo Gualco, cestista e dirigente sportivo italiano († 2014)
- 7 dicembre - Nicholas Cheong Jin-suk, cardinale e arcivescovo cattolico sudcoreano († 2021)
- 8 dicembre - Bob Arum, avvocato e imprenditore statunitense
- 8 dicembre - Abdel Aziz El-Shafei, ex nuotatore e pallanuotista egiziano
- 8 dicembre - Marian Jankowski, sollevatore polacco († 2017)
- 8 dicembre - Flora Mariel, attrice italiana
- 8 dicembre - Peter Nobel, giurista e avvocato svedese
- 8 dicembre - Elserino Piol, dirigente d'azienda italiano († 2023)
- 9 dicembre - Frank Dickens, fumettista, scrittore e sceneggiatore britannico († 2016)
- 9 dicembre - Paddi Edwards, attrice e doppiatrice britannica († 1999)
- 9 dicembre - Valeria Gagealov, attrice e doppiatrice rumena († 2021)
- 9 dicembre - Cliff Hagan, ex cestista e allenatore di pallacanestro statunitense
- 9 dicembre - Luciano Marin, attore italiano († 2019)
- 9 dicembre - Charles Nyamiti, presbitero e teologo tanzaniano († 2020)
- 9 dicembre - Luigi Ornaghi, attore italiano († 2006)
- 9 dicembre - William Reynolds, attore statunitense († 2022)
- 10 dicembre - Peter Baker, calciatore inglese († 2016)
- 10 dicembre - Jim Fritsche, cestista e allenatore di pallacanestro statunitense († 2019)
- 10 dicembre - Gustavus Hamilton-Russell, X visconte Boyne, ufficiale irlandese († 1995)
- 10 dicembre - Luciano Tesi, veterinario italiano
- 11 dicembre - Ernie Beck, cestista statunitense († 2024)
- 11 dicembre - Ronald Dworkin, filosofo e giurista statunitense († 2013)
- 11 dicembre - Anne Heywood, attrice britannica († 2023)
- 11 dicembre - Rita Moreno, attrice e ballerina portoricana
- 11 dicembre - Étienne Périer, regista cinematografico belga († 2020)
- 11 dicembre - Pierre Pilote, hockeista su ghiaccio canadese († 2017)
- 11 dicembre - Osho Rajneesh, mistico indiano († 1990)
- 11 dicembre - Jerome Rothenberg, poeta, traduttore e blogger statunitense († 2024)
- 11 dicembre - Giò Stajano, nobile, scrittrice e giornalista italiana († 2011)
- 11 dicembre - Jerzy Twardokens, schermidore polacco († 2015)
- 11 dicembre - Fujiko Yamamoto, attrice giapponese
- 12 dicembre - Guido Benvenuti, schermidore e dirigente sportivo italiano († 2024)
- 12 dicembre - Luciano Fonda, fisico italiano († 1998)
- 12 dicembre - Andrée Henry, cestista francese († 2015)
- 12 dicembre - Christian Metz, semiologo e critico cinematografico francese († 1993)
- 12 dicembre - Roald Muggerud, calciatore norvegese († 2024)
- 12 dicembre - David Sheppard, sollevatore statunitense († 2000)
- 13 dicembre - Herman Branover, fisico e educatore lettone
- 13 dicembre - Ermenegildo Palmieri, politico e sindacalista italiano († 2018)
- 13 dicembre - Wolfgang Stockmeier, compositore e organista tedesco († 2015)
- 13 dicembre - Rudolf Vraniak, cestista e allenatore di pallacanestro cecoslovacco († 2022)
- 14 dicembre - Germano Gambini, cestista e dirigente sportivo italiano († 2010)
- 14 dicembre - Hannes Pétursson, scrittore islandese
- 14 dicembre - Frank Henderson, giocatore di poker statunitense
- 15 dicembre - Piergiorgio Bellocchio, critico letterario e scrittore italiano († 2022)
- 15 dicembre - Antoine Ciosi, cantante francese
- 15 dicembre - Ernest Pintoff, regista e sceneggiatore statunitense († 2002)
- 15 dicembre - Giovanni Battista Rabino, politico e sindacalista italiano († 2020)
- 15 dicembre - Dannie Richmond, batterista statunitense († 1988)
- 15 dicembre - Klaus Rifbjerg, scrittore e sceneggiatore danese († 2015)
- 15 dicembre - Peter Schmidhuber, politico tedesco († 2020)
- 15 dicembre - Evald Schorm, regista, sceneggiatore e attore cecoslovacco († 1988)
- 15 dicembre - Shuntarō Tanikawa, poeta, scrittore e traduttore giapponese († 2024)
- 15 dicembre - Omar Zubillaga, cestista uruguaiano († 2019)
- 16 dicembre - Tom Brookshier, giocatore di football americano statunitense († 2010)
- 16 dicembre - Kenneth Gilbert, direttore d'orchestra e clavicembalista canadese († 2020)
- 16 dicembre - Pëtr Gorelikov, velista sovietico († 2017)
- 16 dicembre - George W. Knight, pastore protestante, teologo e biblista statunitense († 2021)
- 16 dicembre - Valentino Vago, pittore italiano († 2018)
- 17 dicembre - Mario Alesini, cestista italiano († 2001)
- 17 dicembre - Norberto Firpo, fumettista e giornalista argentino († 2017)
- 17 dicembre - Peter Kirby, ex sciatore alpino e bobbista canadese
- 17 dicembre - John McRay, archeologo statunitense († 2018)
- 17 dicembre - Erwin Thaler, bobbista austriaco († 2001)
- 18 dicembre - Eva Bosáková, ginnasta cecoslovacca († 1991)
- 18 dicembre - Gunnel Lindblom, attrice e regista svedese († 2021)
- 18 dicembre - Allen Klein, imprenditore statunitense († 2009)
- 18 dicembre - Piero Maggioni, pittore italiano († 1995)
- 18 dicembre - Gene Shue, cestista, allenatore di pallacanestro e dirigente sportivo statunitense († 2022)
- 19 dicembre - Dalton Baldwin, pianista statunitense († 2019)
- 19 dicembre - Ertem Göreç, regista e cestista turco († 2021)
- 19 dicembre - Christine Laszar, attrice tedesca († 2021)
- 19 dicembre - Francesco Sabatini, linguista, filologo e lessicografo italiano
- 19 dicembre - José Vicente Train, ex calciatore spagnolo
- 20 dicembre - Giuseppe Favero, ciclista su strada e dirigente sportivo italiano († 2020)
- 20 dicembre - Hristina Obradović, religiosa serba
- 20 dicembre - Cleto Pavanetto, religioso, latinista e grecista italiano († 2021)
- 20 dicembre - Mala Powers, attrice statunitense († 2007)
- 20 dicembre - Haroldo, calciatore brasiliano († 2010)
- 20 dicembre - Ike Skelton, politico statunitense († 2013)
- 21 dicembre - Ermanno Alloni, calciatore italiano († 2007)
- 21 dicembre - David Baker, musicista, direttore d'orchestra e docente statunitense († 2016)
- 21 dicembre - Biagio De Giovanni, filosofo e politico italiano
- 21 dicembre - Corky Devlin, cestista statunitense († 1995)
- 21 dicembre - Redha Malek, politico algerino († 2017)
- 21 dicembre - Georgi Spirov Najdenov, calciatore bulgaro († 1970)
- 21 dicembre - Moira Orfei, circense, attrice e personaggio televisivo italiana († 2015)
- 21 dicembre - Francesco Petronio, politico italiano († 1994)
- 21 dicembre - Aldo Tagliaferri, scrittore e traduttore italiano
- 21 dicembre - Heinz Waibl, grafico e designer italiano († 2020)
- 22 dicembre - Angelo Chizzoni, generale italiano († 2016)
- 22 dicembre - Carlos Graça, politico saotomense († 2013)
- 22 dicembre - Borko Jovanović, cestista jugoslavo
- 22 dicembre - Gisela Köhler, ostacolista e velocista tedesca († 2024)
- 22 dicembre - Lionello Puppi, storico dell'arte e politico italiano († 2018)
- 23 dicembre - Johnny Brooks, calciatore inglese († 2016)
- 23 dicembre - Dalmacio Negro Pavón, filosofo e politologo spagnolo († 2024)
- 23 dicembre - Dan Swartz, cestista statunitense († 1997)
- 23 dicembre - Maria Tipo, pianista italiana († 2025)
- 23 dicembre - Marijke van Hemeldonck, politica e attivista belga
- 24 dicembre - Walter Abish, scrittore statunitense († 2022)
- 24 dicembre - Vic Anciaux, politico e medico belga († 2023)
- 24 dicembre - Alves Barbosa, ciclista su strada, pistard e ciclocrossista portoghese († 2018)
- 24 dicembre - Jill Bennett, attrice britannica († 1990)
- 24 dicembre - Ray Bryant, pianista statunitense († 2011)
- 24 dicembre - Mauricio Kagel, compositore argentino († 2008)
- 24 dicembre - Robert Ridgely, attore statunitense († 1997)
- 25 dicembre - Lefty Driesell, cestista e allenatore di pallacanestro statunitense († 2024)
- 25 dicembre - Uzo Egonu, artista nigeriano († 1996)
- 25 dicembre - Ernesto Gismondi, designer e imprenditore italiano († 2020)
- 25 dicembre - Joe Gores, scrittore statunitense († 2011)
- 25 dicembre - Emilio Raffaele Papa, storico e avvocato italiano († 2022)
- 26 dicembre - Thomas Binkley, liutista statunitense († 1995)
- 26 dicembre - Aleksandr Gordon, regista sovietico († 2020)
- 26 dicembre - Roger Piantoni, calciatore francese († 2018)
- 27 dicembre - Arnaldo Baracetti, politico italiano († 2012)
- 27 dicembre - János Brenner, presbitero ungherese († 1957)
- 27 dicembre - John Charles, calciatore, allenatore di calcio e cantante gallese († 2004)
- 27 dicembre - Sergio De Carneri, politico italiano
- 27 dicembre - Pierre Dobrievich, ballerino e direttore artistico jugoslavo († 2009)
- 27 dicembre - Silvestro Marcucci, filosofo italiano († 2005)
- 27 dicembre - Scotty Moore, chitarrista statunitense († 2016)
- 27 dicembre - Lê Khả Phiêu, politico e generale vietnamita († 2020)
- 27 dicembre - Maurizio Puddu, funzionario, politico e attivista italiano († 2007)
- 28 dicembre - Guy Debord, filosofo, sociologo e scrittore francese († 1994)
- 28 dicembre - Pietro Diana, pittore, incisore e disegnatore italiano († 2016)
- 28 dicembre - Carlo Fontanesi, ex calciatore italiano
- 28 dicembre - Renzo Fossati, imprenditore e dirigente sportivo italiano († 2016)
- 28 dicembre - Martin Milner, attore statunitense († 2015)
- 29 dicembre - Stasys Stonkus, cestista sovietico († 2012)
- 30 dicembre - Charles Bassett, astronauta statunitense († 1966)
- 30 dicembre - Skeeter Davis, cantante statunitense († 2004)
- 30 dicembre - Marcel Janssens, ciclista su strada belga († 1992)
- 30 dicembre - Luciano Marigo, scrittore italiano († 2017)
- 30 dicembre - Jiřína Nekolová, pattinatrice artistica su ghiaccio cecoslovacca († 2011)
- 30 dicembre - András Róna-Tas, storico e linguista ungherese
- 30 dicembre - Russell A. Rourke, avvocato e politico statunitense († 2003)
- 31 dicembre - Giorgio Ardisson, attore italiano († 2014)
- 31 dicembre - Antonio Argilés, calciatore spagnolo († 1990)
- 31 dicembre - Michel Bernard, mezzofondista e dirigente sportivo francese († 2019)
- 31 dicembre - Avtandil Ch'k'uaseli, calciatore sovietico († 1994)
- 31 dicembre - Tom Rolf, montatore svedese († 2014)
- 31 dicembre - Bob Shaw, autore di fantascienza britannico († 1996)
- 31 dicembre - Daniele Tedeschi, attore e doppiatore italiano